# Гончарова Ірина Владиленівна
Іри́на Владиле́нівна Гончаро́ва (Яро́цька) — українська гімнастка.

## Життєпис
- Дата народження: 29 серпня 1985 р.
- Тренер: Шегімага Галина Іванівна
- Звання: майстер спорту міжнародного класу
- Державні відзнаки: орден княгині Ольги III ступеня
- Сімейний стан: одружена з українським гімнастом Валерієм Гончаровим.

Почала займатися спортивною гімнастикою з 6 років. Виступала за українську збірну зі спортивної гімнастики з 2001 по 2005 рік.

## Досягнення

### 2000 рік
- Бронзовий призер Чемпіонату Європи серед юніорів у вправах на колоді;

### 2002 рік
- Бронзова нагорода на Чемпіонаті світу у вправах на колоді;

### 2003 рік
- Тричі чемпіонка (абсолютна першість, вправи на колоді і вільні вправи), срібний (командна першість) і бронзовий (вправи на брусах) призер Всесвітньої Універсіади;

### 2004 рік
- Срібна медаль у командній першості на Чемпіонаті Європи;
- Фіналістка Олімпійських Ігор-2004 в Афінах (4-те місце у командній першості, 6-те місце у абсолютній першості).